# Paulo Henriques Britto

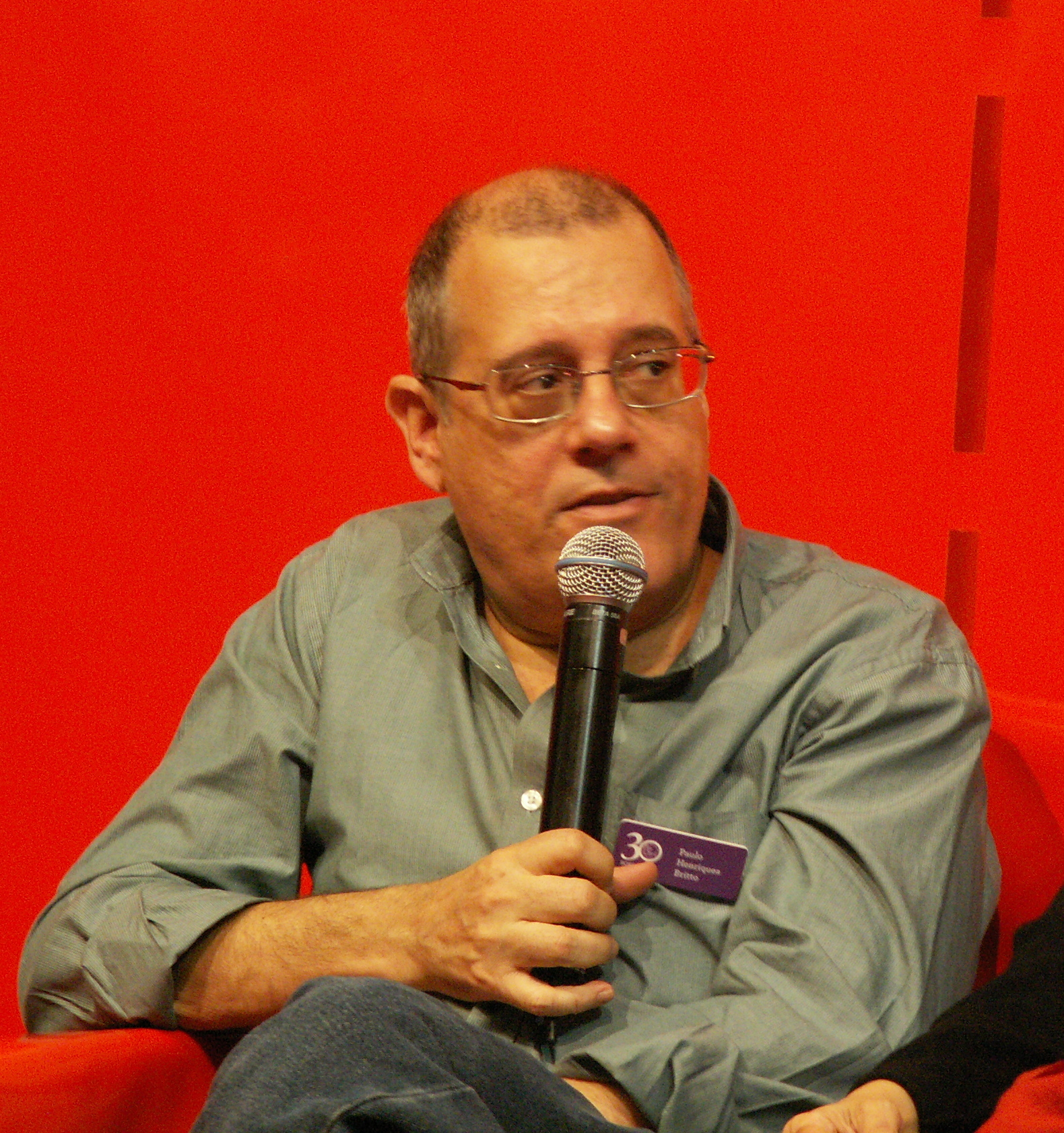
Paulo Henriques Britto

Paulo Henriques Britto (* 12. Dezember 1951 in Rio de Janeiro) ist ein brasilianischer Lehrer, Übersetzer und Dichter.
1972 studierte er vorübergehend am San Francisco Art Institute in den Vereinigten Staaten Film. 1973 begann er ein Linguistikstudium in Rio de Janeiro. Schon frühzeitig beschäftigte sich Britto mit Übersetzungen und übertrug Werke in das Portugiesische von Lord Byron, Wallace Stevens, Elizabeth Bishop, Thomas Pynchon, Raymond Williams u. a. Aus dem Portugiesischen übersetzte er u. a. Flora Süssekind. Er zählt zu den bekanntesten Übersetzern Brasiliens und lehrt Literatur, Literarisches Übersetzen und Kreatives Schreiben an der Pontificia Universidade Católica (PUC-Rio) in Rio de Janeiro.
Britto schreibt im Jahr nur vier bis sechs Gedichte. Er veröffentlichte 1982 seinen ersten Lyrikband Liturgia da matéria (Liturgie der Materie, 1982). Später folgten Mínima lírica (Kleinste Lyrik, 1989), Trovar claro (In Klarheit dichten, 1997) und der Band Macau (2003), für den er 2004 den Prêmio Portugal Telecom de Literatura Brasileira erhielt. Macau, die ehemalige portugiesische Kolonie in China, steht für die Kunst und das Befinden Brittos. Durch Macau wurde er zu einem Kultdichter in Brasilien. Seine Gedichte zeigen die Nähe zu der nach dem Tropicalismo entstandenen, der Beat Generation ähnlichen Gruppierung Geração Mimeógrafo (Generation Mimeographie).
Nach über dreißig Jahren Arbeit veröffentlichte er seinen ersten Erzählungen-Band, Paraísos artificiais (Künstliche Paradiese, 2004) und 2007 einen weiteren Gedichtband, Tarde.
Britto lebt in Rio de Janeiro.

## Werke
- Liturgia da matéria. Civilização Brasileira, Rio de Janeiro 1982.
- Mínima lírica. 1982–1989. Livraria Duas Cidades, São Paulo 1989. Neuauflage Companhia das Letras, São Paulo 2013, ISBN 978-85-359-2310-0.
- Trovar claro. Poemas. Companhia das Letras, São Paulo 1997, ISBN 85-7164-693-7.
- Macau. Companhia das Letras, São Paulo 2003, ISBN 85-359-0395-X.
- Paraísos artificiais. Contes. Companhia das Letras, São Paulo 2004, ISBN 85-359-0591-X.
- Tarde. Poemas. Companhia das Letras, São Paulo 2007, ISBN 978-85-359-1043-8.
- The clean shirt of it. Selected poems of Paulo Henriques Britto. Translated from the Portuguese by Idra Novey. BOA Editions, Rochester, NY 2007, ISBN 1-929918-93-3.
- Eu quero é botar meu bloco na rua, de Sérgio Sampaio. Língua Geral, Rio de Janeiro 2009, ISBN 978-85-60160-43-3.
- Claudia Roquette-Pinto. EdUERJ, Rio de Janeiro 2010, ISBN 978-85-7511-177-2.
- Formas do nada. Companhia das Letras, São Paulo 2012, ISBN 978-85-359-2053-6.
- A tradução literária. Civilização Brasileira, Rio de Janeiro 2012, ISBN 978-85-200-1143-0

In das Deutsche ist bisher keines seiner Werke übersetzt.